# Angelika Stępień
Angelika Stępień (ur. 3 kwietnia 1993) – polska lekkoatletka, sprinterka.
Kontuzja uniemożliwiła jej start na mistrzostwach świata juniorów młodszych w 2009.

## Osiągnięcia
| Rok  | Impreza                                                    | Miejsce   | Konkurencja        | Pozycja    | Wynik |
| ---- | ---------------------------------------------------------- | --------- | ------------------ | ---------- | ----- |
| 2010 | Kwalifikacje europejskie do igrzysk olimpijskich młodzieży | Moskwa    | bieg na 100 m      | eliminacje | 12,39 |
| 2010 | Kwalifikacje europejskie do igrzysk olimpijskich młodzieży | Moskwa    | bieg na 200 m      | eliminacje | 25,13 |
| 2011 | Mistrzostwa Europy juniorów                                | Tallinn   | bieg na 100 m      | 7. miejsce | 11,72 |
| 2011 | Mistrzostwa Europy juniorów                                | Tallinn   | bieg na 200 m      | eliminacje | 24,19 |
| 2011 | Mistrzostwa Europy juniorów                                | Tallinn   | sztafeta 4 x 100 m | 4. miejsce | 45,05 |
| 2012 | Mistrzostwa świata juniorów                                | Barcelona | bieg na 100 m      | półfinał   | 11,91 |
| 2012 | Mistrzostwa świata juniorów                                | Barcelona | bieg na 200 m      | półfinał   | 24,17 |
| 2012 | Mistrzostwa świata juniorów                                | Barcelona | sztafeta 4 x 100 m | 4. miejsce | 44,95 |

Medalistka (w tym złota) mistrzostw Polski seniorów na stadionie w sztafecie 4 x 100 metrów. Dwukrotna srebrna medalistka halowych mistrzostw Polski seniorów (2013). Wielokrotna mistrzyni kraju w kategoriach kadetek i juniorek.

## Rekordy życiowe
- Bieg na 100 metrów – 11,64 (2012 i 2014)
- Bieg na 200 metrów – 23,73 (2012)
- Bieg na 60 metrów (hala) – 7,50 (2013)
- Bieg na 200 metrów (hala) – 24,13 (2013)